# Darraðarljóð
Il Darraðarljóð è un poema scaldico scritto in lingua norrena contenuto nel capitolo 157 della Njáls saga. Il poema potrebbe avere ispirato l'idea delle Tre Streghe del Macbeth di Shakespeare.

## Descrizione
Il canto è composto di 11 strofe. Al suo interno dodici valchirie decidono chi dovrà essere ucciso durante la Battaglia di Clontarf (combattuta fuori Dublino nel 1014). Il canto enumera i nomi di solo sei delle dodici valchiri: Hildr, Hjörþrimul, Sanngriðr, Svipul, Guðr e Göndul.

## Curiosità
Strofe del Darraðarljóð vengono usate nella colonna sonora della seconda stagione di Vikings, nella battaglia iniziale tra il conte Ragnar e il conte Jarl Borg.